# Слободка (Бобруйский район)

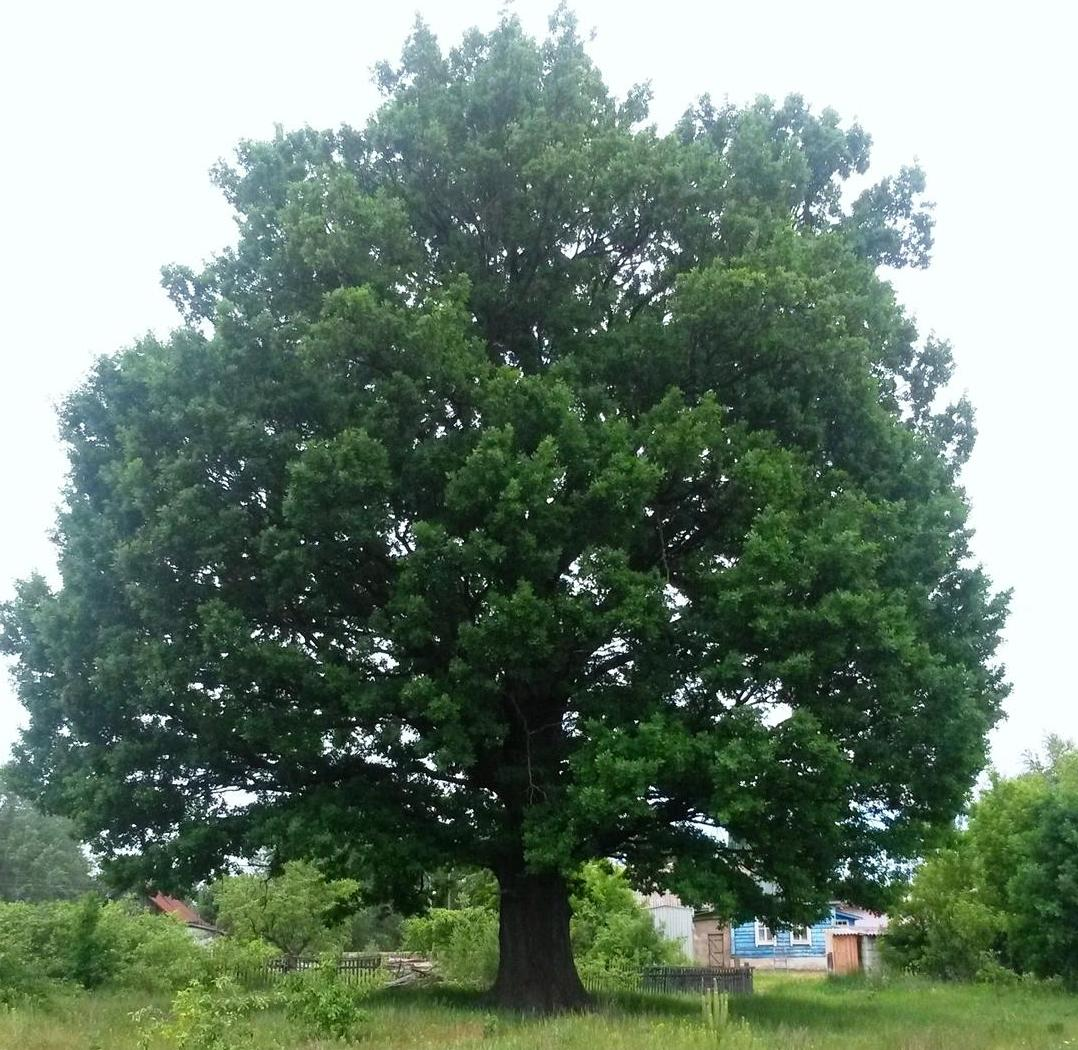
Деревня Слободка, Бобруйский район

Слободка́ (бел. Слабодка ) — деревня, административный центр Слободковского сельсовета Бобруйского района Могилёвской области Республики Беларусь, расположена на автомобильном шоссе Бобруйск — Слуцк.

## История
Посёлок Слободка был образован в 1923 году и, по состоянию на 1926 год, в нём проживало 33 человека. В годы Великой Отечественной войны немцы расстреляли в окрестностях деревни более десяти тысяч военнопленных и мирных жителей.
С 1954 года деревня Слободка административный центр Слободковского сельсовета. В 1977 году в состав Слободки вошла деревня Затишье. В деревне Слободка находится Каменская государственная вспомогательная школа-интернат.

## Население
- 2014 год — 253 человека

## Достопримечательность
- Памятник погибшим землякам